# NGC 3349-2
NGC 3349-2 (другие обозначения — MCG 1-28-2, ZWG 38.2, VV 514, PGC 2800964) — пекулярная галактика в созвездии Льва.
Эта галактика является видимым, а возможно и физическим компаньоном NGC 3349-1. На вероятность физической связи указывает одинаковое расстояние до галактик и искривлённая форма NGC 3349-2.
Этот объект входит в число перечисленных в оригинальной редакции «Нового общего каталога».